# Александър Башмаков
Александър Александрович Башмаков (на руски: Александр Александрович Башмаков) е руски публицист, юрист, етнограф. Панславист, виден деятел на Славянското движение.

## Биография
Башмаков е роден на 25 декември 1858 година (6 януари 1859 година) в дворянско семейство в Одеса, Руската империя. Завършва право в Новорусийския университет в 1881 година. Заема поста секретар на Законодателната комисия в Източна Румелия. Там основава и става пръв директор на Пловдивската народна библиотека.
В 1882 година Башмаков пътува из Македония и пише за нея под псевдонима Вещий Олег. Под това име издава труда си „Болгария и Македония“ в 1899 година.
В 1882 – 1885 година е адвокат в Одеса, градски мирови съдия и председател на конгреса на мировите съдии в градовете Дубно и Либава. Взима участие в подготовката на откриването на първата в Европа Пастьоровска бактериологическа станция в Одеса, сътрудничейки си с Иля Мечников и Николай Гамалея. Кореспондира с Луи Пастьор.

Участва в съдебната реформа, провеждаща се в Прибалтика. Башмаков става мирови съдия в Прибалтика и разработва законодателство в редакционната комисия, подготвяща новия общоимперски граждански законник. Идеологията на Башмаков става „монархическия национализъм“: 
| „ | Ръстът на Русия е бил и е вътрешен ръст, а не колониален ръст. Вътрешният ръст е своеобразен процес, чиято духовна страна е съвсем друга, тъй като той се съпровожда с ръстом на националното самосъзнание и единство... Затова не може да има у руските държавни хола по-възвишена идея от действие за такъв краен ред на нещата, при който жителят на Закавказието, Самарканд или бреговете на Амур ще се смята за същия руснак, като жителя на Кострома и коренният руски жител никога няма да го упрекне, че в жилите му тече кръвта на днешните арменци, сарти и гиляки. | “ |

В 1898 година постъпва на юрисконсултска служба в Министерството на външните работи. Започва да изучава ситуацията на Балканите. В 1899 година пътува през България в Македония, където обстановката вече е доста напрегната. Пътуването му дава материал за статии, в които описва бедственото положение на македонските българи. За Башмаков, славянскаята идея е
| „ | такава линия, по която средствата на руската държава, отстоявайки руските интереси в европейската политика, биха били насочени към това всякак да се съдейства, извън Русия, на ръста на славянските племена, в които инстинктивно живее чувство на солидарност с руското племе. | “ |

В 1904 – 1905 година е редактор в официалното дипломатическо издание на външното министерство „Журнал дьо Сен Петерсбур“, излизащо на френски език. На 1 октомври 1905 година купува вестник „Военное время“ и го преименува на „Народний голос“. По време на революционните събития от 1905 — 1907 година многократно се изказва за необходимостта от яростно противодействие на революционните сили, а в началото на 1906 година създава Руска партия на народния център, която е вляво от Съюза на рускоия народ и Руското събрание, но вдясно от Съюз 17 октомври. Башмаков със своята партия активно участва в I Всерусийски конгрес на Руското събрание на 8-12 февруари 1906 година в Петербург и на II Всерусийски конгрес на руските хора между 6 и 12 април 1906 година в Москва. В новата партия влизат интелектуалци като Платон Кулаковский, Николай Шипов, Николай Кузнецов, Павел Мансуров и други. В това време става член на Руското събрание, а в 1908 година е сред инициаторите на създаването на Руското покрейнинско общество.
По инициатива на Пьотър Столипин е назначен на длъжност главен редактор на „Правителствен вестник“ и остава на поста с паузи до 1913 година.. Също със съдействие на Столипин влиза в Съвета на МВнР.
Башмаков се увлича по етнографията и изследва Алтай, Балканите, Судан и много европейски страни.
След Октомврийската революция в 1917 година е помощник на главноупълномощения на Червения кръст при генерал Антон Деникин. В 1919 година емигрира първоначално в Турция, после в Сърбия, а в 1924 година — във Франция. Взима участвие в двата най-големи конгреса на емиграцията: Рейнхенгалския в 1921 година и Парижкия – в 1926 г. В емиграция продължава да стои на монархически и панславистки идеи, занимава се с етнография, преподава във френската Школа по антропология на катедрата по палеонтология на черноморските страни и във френския институт по палеонтология на човека.
Умира в 1943 година, погребан е на гробището Сен Женевиев дьо Буа.

## Трудове
- Основные начала ипотечного права. 1891.
- Очерки поземельного устройства прибалтийских крестьян
- Алтайские очерки. „Русские Ведомости“, 1896.
- Русские пути в Монголию. 1899.
- Болгария и Македония. (Под псевдонимом Вещий Олег, 1899).
- За смутные годы. (Сборник статей, 1906).
- Через Чёрную гору в страну диких гегов. („Слав. Известия“, 1908 – 09).
- Балканские речи. 1909.